# Поженились старик со старухой
«Поженились старик со старухой» (латыш. Apprecējās vecītis ar večiņu savu) — короткометражный художественный фильм режиссёра Гарника Аразяна, снятый по мотивам рассказа Евгения Лазарева «Жених и невеста» на Рижской киностудии в 1971 году.

## Сюжет
После выхода на пенсию Фёдору Фёдоровичу Харламову было необходимо оформить все бумаги в сельсовете. Тут выяснилось, что его брак официально не зарегистрирован. Пришлось прожившим вместе более пятидесяти лет супругам на следующее утро ехать за несколько километров, чтобы получить необходимую бумагу.
В дороге вспоминают они о своей трудной, но счастливой жизни. О детях, которые давно живут самостоятельно. О людях, что были в нужную минуту рядом. И кажется старикам-молодожёнам, что за все эти долгие годы, стали они любить друг друга ещё более крепко.

## В ролях
- Анастасия Зуева — Авдотья Никитична
- Алексей Грибов — Фёдор Фёдорович
- Виктор Сергачёв — Волков
- Анатолий Дегтярь — Пентюхов
- Светлана Старикова — секретарь
- Гарник Аразян — скульптор

## Съёмочная группа
- Авторы сценария: Гарник Аразян, Арнольд Григорян
- Режиссёр-постановщик: Гарник Аразян
- Оператор-постановщик: Харий Кукелс
- Художник-постановщик: Виктор Шильдкнехт
- Звукооператор: Е. Ольшанко
- Художник по костюмам: Вечелла Варславане
- Монтажёр: Н. Танклевская
- Редактор: И. Черевичник
- Директор: Т. Зуева